# 2017年アリーシュ・ビール・アルアベドテロ攻撃事件
2017年アリーシュ・ビール・アルアベドテロ攻撃事件（2017年－てろこうげきじけん）とは、2017年11月24日19時30分（EET）頃にエジプトの北シナイ県アリーシュ ビール・アルアベドで発生したテロ事件である。

## 概要
2017年11月24日19時30分（EET）頃、エジプト・シナイ半島北部の都市であるアリーシュ西部のビール・アルアベドのモスク（ムスリム礼拝施設）に於いて、金曜日の集団礼拝の為に地元市民を始めとする人々が集っていたという。そこへ乗用車4台に分乗した武装集団が爆発物を投入し、或いは銃砲射撃を行うなどしてモスクに居た人々を無差別に襲撃した。
武装集団はなおも攻撃の手を緩めず、負傷者搬送のために現場へ急行した救急車に対しても無差別に銃を発砲したと伝えられる。
エジプト検察当局は、本事件で死者235名、負傷者は109名と発表した。

## エジプト政府・軍の対応
エジプト軍は事件発生を受け、直ちにアリーシュ近郊の山岳地帯に於いて空軍軍用機による空爆作戦を実行し、「武装集団がモスク襲撃に使用した乗用車、そして彼らの隠れ家を破壊した」と発表した。
本事件に際し、エジプト大統領・アブドルファッターフ・アッ＝シーシーはテレビ演説を行い、「我々はテロとの戦いにおける決意と団結をより強める。そして軍と警察はテロリストに復讐する」などと語った。そしてエジプト全土でこの日より3日間、国家服喪期間と定めたことを発表した。

## 海外の反応
日本の内閣総理大臣・安倍晋三は、本事件発生を受けて「日本国政府及び日本国民を代表して心からの哀悼の意とお見舞いを申し上げる」と、アブドルファッターフ・アッ＝シーシー大統領にメッセージを送信した。また外務大臣・河野太郎も訪問先のモスクワ（ロシア連邦）から「エジプト政府及びエジプト国民に対し，強い連帯の意を表する」とした談話を発表した。